# Municipio de Rolling Green (Dakota del Sur)
El municipio de Rolling Green (en inglés, Rolling Green Township) es un municipio del condado de Corson, Dakota del Sur, Estados Unidos. Tiene una población estimada, a mediados de 2023, de 32 habitantes.
Abarca una zona exclusivamente rural.

## Geografía
Está ubicado en las coordenadas 45°46′52″N 101°53′47″O / 45.78111, -101.89639 (45.781172, -101.896486). Según la Oficina del Censo, tiene una superficie total de 132.26 km², de los cuales 131.74 km² corresponden a tierra firme y 0.52 km² están cubiertos de agua.

## Demografía
Según el censo de 2020, en ese momento había 30 personas residiendo en la zona. La densidad de población era de 0.23 hab./km². El 96.67 % de los habitantes eran blancos y el 3.33% era de una mezcla de razas. No había hispanos o latinos viviendo en la región.